# Colla de Diables Infantils de Sarrià
La Colla de Diables Infantils de Sarrià va néixer l'any 2000, impulsada per un grup de pares i mares d'alumnes del Col·legi Dolors Monserdà - Santa Pau, amb la intenció de fer participar els infants en la festa del foc. La colla, que més tard fou ampliada amb alumnes d'unes altres escoles, és gestionada i dirigida pels pares dels nens que en formen part. S'encarreguen del correfoc infantil de la festa major de Sarrià i participen habitualment en les demostracions que programen la Federació de Diables i l'Ajuntament de Barcelona.
Els Diables Infantils de Sarrià van vestits amb casaca i pantalons negres, decorats amb flames vermelles, i banyes també de color vermell.